# Gare de Chazay - Marcilly
La gare de Chazay - Marcilly  est une gare ferroviaire française située sur le territoire de la commune de Marcilly-d'Azergues, à proximité de celui de Chazay-d'Azergues dans le département du Rhône et la région Auvergne-Rhône-Alpes.

## Service voyageurs

### Accueil
Halte SNCF, c'est un point d'arrêt non géré (PANG) à entrée libre.

### Dessertes
Chazay - Marcilly  est desservie par des trains du réseau TER Auvergne-Rhône-Alpes (ligne Lyon - Roanne).

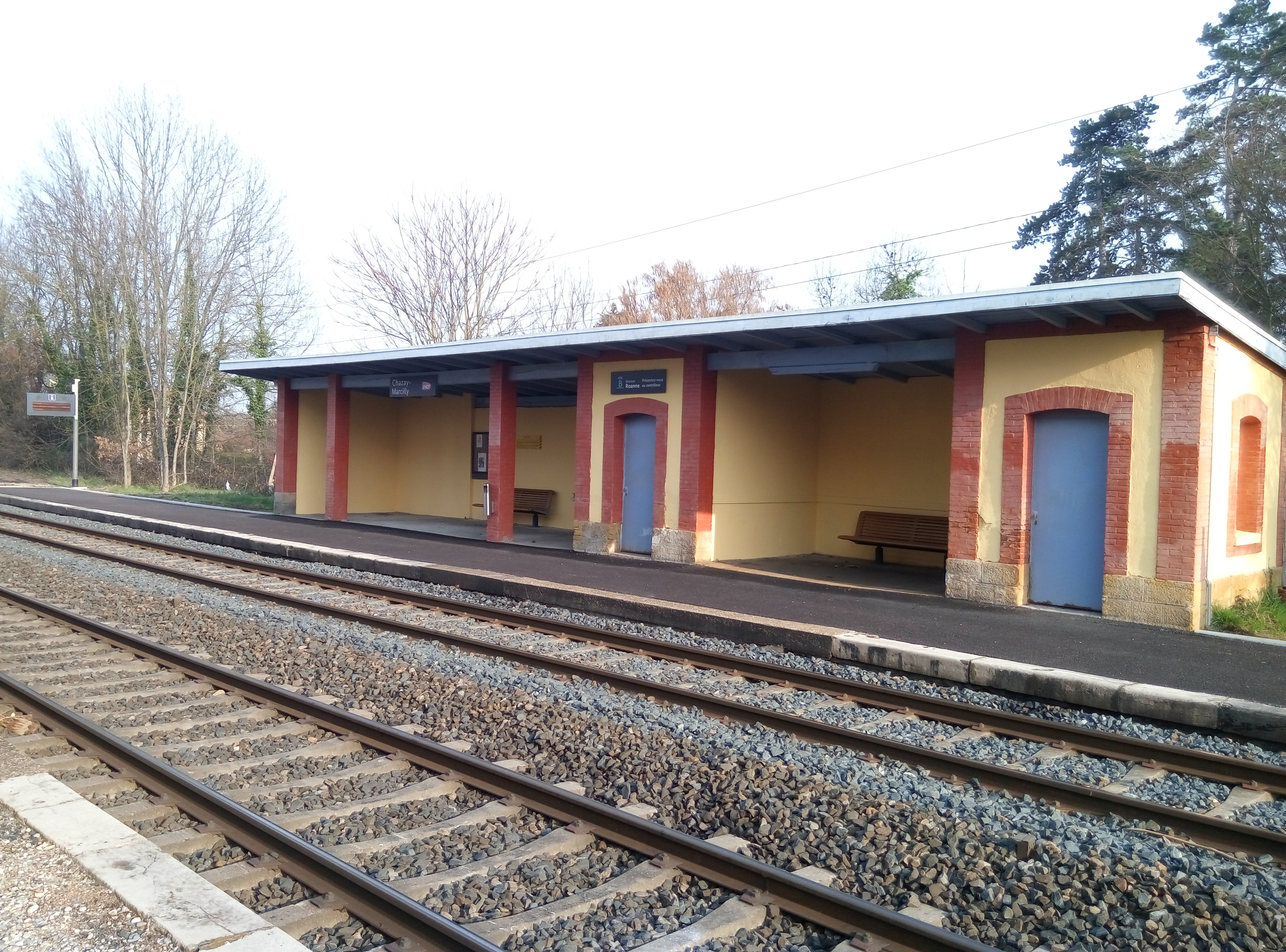
Abri sur le quai opposé.